# Episodi di Io e i miei tre figli (undicesima stagione)
L'undicesima stagione della serie televisiva Io e i miei tre figli (My Three Sons) è andata in onda negli Stati Uniti dal 19 settembre 1970 al 20 marzo 1971 sulla CBS.
| nº | Titolo originale           | Prima TV USA      | Titolo italiano | Prima TV Italia |
| -- | -------------------------- | ----------------- | --------------- | --------------- |
| 1  | The First Anniversary      | 19 settembre 1970 |                 |                 |
| 2  | The Once Over              | 26 settembre 1970 |                 |                 |
| 3  | The Return of Albert       | 3 ottobre 1970    |                 |                 |
| 4  | The Non-Proposal           | 10 ottobre 1970   |                 |                 |
| 5  | Polly Wants a Douglas      | 17 ottobre 1970   |                 |                 |
| 6  | The Cat Burglars           | 31 ottobre 1970   |                 |                 |
| 7  | The Elopement              | 7 novembre 1970   |                 |                 |
| 8  | The Honeymoon              | 14 novembre 1970  |                 |                 |
| 9  | One by One They Go         | 21 novembre 1970  |                 |                 |
| 10 | My Four Women              | 28 novembre 1970  |                 |                 |
| 11 | The Bride Went Home        | 5 dicembre 1970   |                 |                 |
| 12 | The Power of Suggestion    | 12 dicembre 1970  |                 |                 |
| 13 | St. Louis Blues            | 19 dicembre 1970  |                 |                 |
| 14 | The Liberty Bell           | 2 gennaio 1971    |                 |                 |
| 15 | The Love God               | 9 gennaio 1971    |                 |                 |
| 16 | The New Vice-President     | 16 gennaio 1971   |                 |                 |
| 17 | Robbie's Honey             | 23 gennaio 1971   |                 |                 |
| 18 | Ernie Drives               | 30 gennaio 1971   |                 |                 |
| 19 | Dodie Goes Downtown        | 6 febbraio 1971   |                 |                 |
| 20 | The Recital                | 20 febbraio 1971  |                 |                 |
| 21 | Debbie                     | 27 febbraio 1971  |                 |                 |
| 22 | Fit the Crime              | 6 marzo 1971      |                 |                 |
| 23 | The Return of Terrible Tom | 13 marzo 1971     |                 |                 |
| 24 | After the Honeymoon        | 20 marzo 1971     |                 |                 |

## The First Anniversary
- Prima televisiva: 19 settembre 1970

### Trama
- Guest star: Norman Alden (Tom Williams), Virginia Lewis (Dorothy Danson), Doris Singleton (Margaret Williams)

## The Once Over
- Prima televisiva: 26 settembre 1970

### Trama
- Guest star: Norman Alden (Tom Williams), Doris Singleton (Margaret Williams)

## The Return of Albert
- Prima televisiva: 3 ottobre 1970

### Trama
- Guest star: Craig Stevens (Albert Conway)

## The Non-Proposal
- Prima televisiva: 10 ottobre 1970

### Trama
- Guest star: Norman Alden (Tom Williams), Doris Singleton (Margaret Williams)

## Polly Wants a Douglas
- Prima televisiva: 17 ottobre 1970

### Trama
- Guest star: Norman Alden (Tom Williams), Doris Singleton (Margaret Williams)

## The Cat Burglars
- Prima televisiva: 31 ottobre 1970

### Trama
- Guest star: John Gallaudet (Bob Anderson), Lee Harris (poliziotto)

## The Elopement
- Prima televisiva: 7 novembre 1970

### Trama
- Guest star: Norman Alden (Tom Williams), Sidney Clute (Operator), Doris Singleton (Margaret Williams)

## The Honeymoon
- Prima televisiva: 14 novembre 1970

### Trama
- Guest star: Remo Pisani (Pepe), Richard Gates (Harold Fletcher), Robert Broyles (Max), Veronica Cartwright (Ruth Fletcher), Natividad Vacío (Paco)

## One by One They Go
- Prima televisiva: 21 novembre 1970

### Trama
- Guest star: Norman Alden (Tom Williams), Doris Singleton (Margaret Williams)

## My Four Women
- Prima televisiva: 28 novembre 1970

### Trama
- Guest star: Yvonne Schubert (ragazza), Maurice Marsac (Mr. Felix), Dorothy Green (Edie Trunchell), Noble Lee Holderread Jr. (Roddy Trunchell), Yvette Vickers (ragazza)

## The Bride Went Home
- Prima televisiva: 5 dicembre 1970

### Trama
- Guest star: Daniel Todd (Robbie Douglas II), Joseph Todd (Steve Douglas Jr.), Michael Todd (Charley Douglas)

## The Power of Suggestion
- Prima televisiva: 12 dicembre 1970

### Trama
- Guest star: Claire Wilcox (Paula Harvey), Carleton Young (dottor Anderson)

## St. Louis Blues
- Prima televisiva: 19 dicembre 1970

### Trama
- Guest star: Michael Todd (Charley Douglas), Joseph Todd (Steve Douglas Jr.), Daniel Todd (Robbie Douglas II), Joan Tompkins (Lorraine Miller)

## The Liberty Bell
- Prima televisiva: 2 gennaio 1971

### Trama
- Guest star: Joseph Todd (Steve Douglas Jr.), Daniel Todd (Robbie Douglas II), Ann Marshall (Cynthia Wright), Sal Mineo (Jim Bell), Robert Rhodes (Harry), Mark Tapscott (Ralph), Michael Todd (Charley Douglas)

## The Love God
- Prima televisiva: 9 gennaio 1971

### Trama
- Guest star: Victoria Paige Meyerink (Margaret Spencer), Heather Harrison (Priscilla), Peter Brown (Mike Turley), Jodie Foster (Victoria), Linda Foster (Ann Carter), Tim Graham (Mr. Brooks), Scott Warner (Ronald Borden)

## The New Vice-President
- Prima televisiva: 16 gennaio 1971

### Trama
- Guest star: Lisa Pera (Evelyn), Byron Morrow (Joe Marvin), Jeanne Bates (dottor Louise Larson), Patrick Campbell (uomo), John Gallaudet (Bob Anderson), Robert Gibbons (Male Clerk), Marilyn Hare (Effie), Betty Lynn (Janet Dawson), Oliver McGowan (Dave Avery), Rolfe Sedan (Gus Sommers)

## Robbie's Honey
- Prima televisiva: 23 gennaio 1971

### Trama
- Guest star: Joseph Todd (Steve Douglas Jr.), Daniel Todd (Robbie Douglas II), David Brandon (Co-Worker), Ann Marshall (Cynthia Wright), Michael Todd (Charley Douglas)

## Ernie Drives
- Prima televisiva: 30 gennaio 1971

### Trama
- Guest star: Diane Quinn (Marilyn), Butch Patrick (Elmore Crocker), Vicki Cos (Nina), John Carter (ufficiale)

## Dodie Goes Downtown
- Prima televisiva: 6 febbraio 1971

### Trama
- Guest star: Vince Howard (Cabbie), Ann McCrea (Mrs. Webber), Tracie Savage (Priscilla Webber)

## The Recital
- Prima televisiva: 20 febbraio 1971

### Trama
- Guest star: Victoria Paige Meyerink (Margaret Spencer), Billy McMickle (Roger), Ann Doran (Mrs. Pomeroy), Jodie Foster (Susan), Jon Walmsley (Neal)

## Debbie
- Prima televisiva: 27 febbraio 1971

### Trama
- Guest star: Brooke Bundy (Debbie), Robert Prest (John Carey)

## Fit the Crime
- Prima televisiva: 6 marzo 1971

### Trama
- Guest star: Bruce Garrick (Garry Ronsom)

## The Return of Terrible Tom
- Prima televisiva: 13 marzo 1971

### Trama
- Guest star: Arthur Hunnicutt (Tom Kubinsky), Virginia Lewis (Dorothy Danson)

## After the Honeymoon
- Prima televisiva: 20 marzo 1971

### Trama
- Guest star: Michael Todd (Charley Douglas), Joseph Todd (Steve Douglas Jr.), Sherry Alberoni (Ellie Kopsing), Karen Carlson (Sherry Cross), Pat Carroll (Cleo Mortensen), Helen Funai (Tracy Lee), Mike Minor (Clark), Richard X. Slattery (Willis Mortenson), Daniel Todd (Robbie Douglas II), Astrid Warner (Wilma Chambers)